# Zhou Jianchao
Zhou Jianchao est un joueur d'échecs chinois né le 11 juin 1988 à Shanghaï. Il est grand maître international depuis 2006.
Au 1er avril 2016, Zhou Jianchao est le dixième joueur chinois avec un classement Elo de 2 630.

## Compétitions par équipe
Zhou Jianchao a représenté la Chine lors du championnat du monde d'échecs par équipe de 2005 (la Chine finit deuxième), de l'olympiade d'échecs de 2010 (il jouait au quatrième échiquier et la Chine termina cinquième) et des championnats d'Asie par équipe de 2008 (médaille d'or par équipe et médaille d'or individuelle), 2012 (il jouait au deuxième échiquier et la Chine finit cinquième) et 2016 (médaille d'argent par équipe et médaille d'or individuelle).

## Coupes du monde
Zhou Jianchao a participé trois fois à la Coupe du monde d'échecs : en 2007 (éliminé au troisième tour par Michael Adams), en 2009 (battu au deuxième tour par Vugar Gashimov) et en 2011 (éliminé par Anton Korobov au premier tour).

## Championnats de Chine
Dans le championnat national, il fut quatrième en 2005 (à dix-sept ans) et 2006, puis trois fois deuxième du championnat de Chine d'échecs : en 2008, 2010 (ex æquo avec le vainqueur) et 2011. En 2011, il remporta le premier championnat de Chine d'échecs rapides.

## Tournois internationaux
Dans l'open Aeroflot, Zhou Jianchao finit  troisième en 2009 et quatrième en 2010. En octobre 2015, il finit quatrième du tournoi Millionaire Chess à Las Vegas. En 2016, il remporte le troisième prix de l'open du Millionaire Chess à Atlantic City.